# Insaf Yahyaoui (journaliste)
Pour les articles homonymes, voir Insaf Yahyaoui.
Insaf Yahyaoui (arabe : انصاف يحياوي), née Ben Zineb, est une animatrice de télévision tunisienne. Elle anime depuis 2014 l'émission hebdomadaire Kahwa Arbi sur la Télévision tunisienne 1.

## Biographie

### Enfance et études
Insaf Yahyaoui confie avoir toujours rêvé de faire carrière en tant qu'animatrice de télévision. Elle passe son enfance à Tunis, dans le quartier du Bardo. En plus d'être passionnée de lecture, elle est une élève brillante, ce qui lui permet d'entamer en 1995 des études de droit à la faculté des sciences juridiques, politiques et sociales de Tunis.

### Carrière télévisuelle
Elle commence sa carrière en tant qu'animatrice avec une émission médicale sur la chaîne télévisée Canal 21, parallèlement à ses études universitaires.
En 1998, elle est recrutée par Jamel Eddine Berrahal pour animer une émission en direct traitant des actualités culturelles sur Tunis 7 et ce jusqu'en 2001. Deux ans plus tard, elle remplace Nizar Chaari à l'animation de l'émission culturelle généraliste Nismet Sbeh, toujours sur Tunis 7, qu'elle prend en charge jusqu'en 2010.
Fin 2014, elle décroche le poste d'animatrice de l'émission Kahwa Arbi, qu'elle occupe encore en 2018. L'idée est de réaliser autour d'un café des interviews de 50 minutes partout dans le monde avec des personnalités politiques et des leaders d'opinion comme Amr Moussa en Égypte, Bernard Pivot, Frédéric Mitterrand et Jack Lang en France, Mahmoud Abbas en Palestine, etc.

### Carrière depuis 2023
En 2023, elle est nommée conseillère à la communication auprès du président de l'Assemblée des représentants du peuple, Brahim Bouderbala.

## Distinction
En 2016, Insaf Yahyaoui est classée 81e au classement des femmes les plus influentes du monde arabe par le quotidien égyptien Al-Ahram.